# Kreuzwandspitze
Die Kreuzwandspitze ist ein 3031 m ü. A. hoher Berggipfel der Glocknergruppe in Osttirol. Die Erstbesteigung des Gipfels ist nicht überliefert, die erste dokumentierte Begehung über den Südsüdostgrat bzw. den Südwestanstieg nahmen Th. und B. Hinrichsen am 27. Juli 1965 vor. 

## Lage
Die Kreuzwandspitze liegt im Süden der Glocknergruppe in der Kernzone des Nationalparks Hohe Tauern bzw. im Nordosten der Gemeinde Kals am Großglockner. Die Kreuzwandspitze verfügt über eine breite Ostwand (Kreuzwand) und einen langen Südsüdostgrat (Kastenschneid), an dem Innerer Kasten (2732 m ü. A.), Hoher Guldanoa (2777 m ü. A.) und Äußerer Kasten (2519 m ü. A.) liegen. Das Kristallschartl trennt dabei die Kreuzwandspitze vom Kristallspitzl (3005 m ü. A.). Südöstlich der Kreuzwandspitze liegt das Kar Tschadinpfohl mit den Hangstufen Oberes, Mittleres und Unteres Beil. Westlich erstreckt sich das Tal des Teischnitzbachs. Nächstgelegene Schutzhütten sind im westlich gelegenen Kalser Dorfertal das Kalser Tauernhaus und östlich die hoch über dem Tal des Teischnitzbaches gelegene Stüdlhütte.

## Aufstiegsmöglichkeiten
Der Normalweg auf die Kreuzwandspitze führt ausgehend von der Straße zur im Kalser Tal gelegenen Moaralm zunächst am Fußweg ins Teischnitztal. Kurz vor einer Brücke über den Teischnitzbach führt der Anstieg in das südseitige Kar Tschadinepfohl und über die Hangstufen Unteres, Mittleres  sowie Oberes Beil zu einer markanten Schuttrinne, durch die man den Vorgipfel der Kreuzwandspitze erreicht. Der Übergang zum Hauptgipfel weist eine kurze Kletterstelle auf (I). Alternativ kann der Aufstieg zur Kreuzwandspitze auch über den Südsüdostgrat vom Hohen Guldanoa  und über den Inneren Kasten erfolgen (I).